# داكلاتاسفير/سوفوسبوفير
داكلاتاسفير/سوفوسبوفير (SOF/DCV)، الذي يُباع تحت الاسم التجاري سوفوداك وغيره، هو دواء مركب يستخدم لعلاج التهاب الكبد الوبائي سي. فهو علاج رئيسي وفعال ضد جميع الأنواع الفرعية. حيث تصل فاعليته إلى ما يزيد عن 90%. يمكن استخدامه ابتداءًا من عمر 3 سنوات. يُتناول عادة عن طريق الفم مرة واحدة يوميًا لمدة 12 أسبوعًا إما على شكل حبة واحدة أو بشكل منفصل.
تشمل الآثار الجانبية الشائعة الصداع والتعب والغثيان والمغص. الآثار الجانبية الخطيرة نادرة. لم يثبت أن استخدام الداكلاتاسفير والسوفوسبوفير ضار أثناء الحمل ولكن لم تُجرَ أبحاث وافية حول الموضوع. يحتوي على داكلاتاسفير، وهو مثبط فيروسي لـ NS5A، وسوفوسبوفير، وهو مثبط نوكليوتيدي لبوليميراز الحمض النووي الريبوزي الفيروسي NS5B.
وقد أصبح العلاج الأكثر استخدامًا لالتهاب الكبد الوبائي سي في البلدان المنخفضة والمتوسطة الدخل اعتبارًا من عام 2022. لم يحصل هذا المركّب مطلقًا على الموافقة في الولايات المتحدة وأُوقف بيع داكلاتافير هناك في عام 2019. رغم أنه مدرج ضمن قائمة الأدوية الأساسية لمنظمة الصحة العالمية. وهو أرخص علاج حديث لالتهاب الكبد الوبائي سي، حيث تتراوح تكلفته بين 50 إلى 1400 دولار أمريكي.

## الاستخدام الطبي

### الجرعة
يحتوي المركّب على 400 ملجم من السوفوسبوفير و 60 ملجم من الداكلاتاسفير وظل قيد الدراسة منذ عام 2015.

## المجتمع والثقافة
تنتج هذه التركيبة شركة إيرانية تحت الاسم التجاري سوفوداك.حيث وافقت عليه إدارة الغذاء والدواء الإيرانية في أكتوبر 2015 وسُوِق في إيران باعتباره العلاج الأمثل لجميع الأنماط الجينية لالتهاب الكبد الوبائي سي.

## الأبحاث
وقد دفعت أوجه التشابه بين فيروس التهاب الكبد سي (C) وفيروس سارس-كوف-2 (SARS-CoV-2) بعض الباحثين إلى دراسة فاعلية سوفوسبوفير / داكلاتاسفير ضد فيروس كوفيد-19. وجدت ثلاث دراسات نُشرت مؤخرًا أن هذا المزيج مفيد في حالات كوفيد-19، على الرغم من أن النتائج تتطلب تأكيدًا من خلال دراسات أكبر.
في أكتوبر 2020، وجدت دراسة تحليلية تلويّة أن معدل خطر الوفيات لجميع الأسباب كان أقل بشكل ملحوظ عند استخدام تركيبة الدواء عند إعطائها لمرضى كوفيد-19 (COVID-19) المنوّمين في المستشفى.